# Conferência Centro-Oeste da Liga Nacional de Futebol Americano de 2016
A Conferência Centro-Oeste é uma das quatro conferências da Liga Nacional de Futebol Americano de 2016. O vencedor de cada grupo e o melhor segundo colocado da conferência classificam-se para a fase de Playoffs. O vencedor do Grupo 1 enfrenta o melhor segundo colocado desta conferência e o vencedor do Grupo 2 enfrenta o melhor segundo colocado da Conferência Sudeste nas quartas de final.

## Classificação
Classificados para os playoffs estão marcados em verde.
Grupo 1
| Pos | Times               | V | E | D | PCT   | PF  | PS  | SP  |
| --- | ------------------- | - | - | - | ----- | --- | --- | --- |
| 1   | Sinop Coyotes       | 4 | 0 | 0 | 1.000 | 187 | 42  | 145 |
| 2   | Sorriso Hornets     | 2 | 0 | 2 | .500  | 88  | 147 | -59 |
| 3   | Leões de Judá       | 2 | 0 | 2 | .500  | 92  | 102 | -10 |
| 4   | Brasília Alligators | 1 | 0 | 3 | .250  | 30  | 106 | -76 |

Grupo 2
| Pos | Times                  | V | E | D | PCT   | PF  | PS | SP  |
| --- | ---------------------- | - | - | - | ----- | --- | -- | --- |
| 1   | Rondonópolis Hawks     | 4 | 0 | 0 | 1.000 | 101 | 17 | 84  |
| 2   | Brasilia Templários[b] | 1 | 0 | 2 | .333  | 16  | 62 | -46 |
| 3   | Brasília V8[b]         | 0 | 0 | 3 | .000  | 18  | 56 | -38 |

Nota:

- b. ^  O jogo entre Brasília Templários e Brasília V8 foi cancelado por falta de datas disponíveis para adiamento e por não interferir na classificação final.

#### Resultados
Primeira Rodada
| 16 de julho 14:00 UTC -3 | Relatório | Brasília V8 | 07–10 | Brasília Templários |  | Estádio Serejão, Taguatinga-DF |  |

| 17 de julho 14:00 UTC -3 |  | Leões de Judá | 13–16 | Brasília Alligators |  | Estádio Serejão, Taguatinga-DF |  |

| 23 de julho 17:30 UTC -4 |  | Sinop Coyotes | 63–03 | Sorriso Hornets |  | Estádio Gigante do Norte, Sinop-MT |  |

Segunda Rodada
| 6 de agosto 14:30 UTC -3 |  | Brasília Templários | 06–12 | Rondonópolis Hawks |  | Universidade Católica de Brasília, Taguatinga-DF |  |

| 27 de agosto 14:00 UTC -3 | Relatório | Brasília Alligators | 00–44 | Sinop Coyotes |  | Estádio Serejão, Taguatinga-DF |  |

| 10 de setembro 18:00 UTC -4 |  | Rondonópolis Hawks | 28–02 | Brasília V8 |  | Estádio Engenheiro Luthero Lopes, Rondonópolis-MT |  |

Terceira Rodada
| 17 de setembro 18:00 UTC -4 |  | Sinop Coyotes | 43–17 | Leões de Judá |  | Estádio Gigante do Norte, Sinop-MT |  |

| 17 de setembro 18:30 UTC -4 |  | Sorriso Hornets | 20–14 | Brasília Alligators |  | Estádio Toca do Lobo, Sorriso-MT |  |

| 24 de setembro 14:00 UTC -3 |  | Brasília V8 | 09–18 | Rondonópolis Hawks |  | Estádio Serejão, Taguatinga-DF |  |

Quarta Rodada
| 1º de outubro 14:00 UTC -3 |  | Brasília Alligators | 00–29 | Leões de Judá |  | Estádio Serejão, Taguatinga-DF |  |

| 1º de outubro 18:00 UTC -4 | Relatório | Rondonópolis Hawks | 43–00 | Brasília Templários |  | Estádio Engenheiro Luthero Lopes, Rondonópolis-MT |  |

| 8 de outubro 18:30 UTC -4 |  | Sorriso Hornets | 22–37 | Sinop Coyotes |  | Estádio Toca do Lobo, Sorriso-MT |  |

Quinta Rodada
| 15 de outubro 14:00 UTC -3 | Relatório | Leões de Judá | 33–43 | Sorriso Hornets |  | Estádio Serejão, Taguatinga-DF |  |

| 22 de outubro 14:00 UTC -3 | Partida Cancelada | Brasília Templários | – | Brasília V8 |  | Universidade Católica de Brasília, Taguatinga-DF |  |

## Ligação externa
- Classificação no Futebol Americano Brasil